# Lea Ahlborn
Lea Ahlborn, de soltera Lundgren (Estocolm, 18 de febrer de 1826 - 13 de novembre de 1897), va ser una gravadora de medalles sueca. Es va formar com a deixebla del seu pare, Ludvig Lundgren, que era gravador de la Casa de la Moneda d'Estocolm i -entre 1851 i 1853- de la de París. El 1854 va contreure matrimoni amb l'escultor alemany Carl Ahlborn.
En morir son pare el 1853, el va substituir en el càrrec a París. En aquesta ciutat, va participar en l'Exposició Universal de 1855, amb les obres Carles XIV; Birger Jarl, regent de Suècia al segle xiii; Joan, rei de Suècia, segons les estàtues de Fogelberg; Òscar II; Les reines Josefina i Lluïsa; Palander; Bolinder.
Va realitzar la medalla del jubileu de la Universitat d'Uppsala de 1877; la de les noces de plata d'Òscar II, Nordeuskiöl; i les medalles Berzelius, Jenny Lind i Treiwald, així com dues més de Carles XIV i unes altres per a societats científiques i literàries. A l'exposició de 1878 va obtenir una menció honorífica per una col·lecció de medalles i medallons de diferents personatges i de les acadèmies d'Arts i Ciències d'Estocolm.